# بیانیه چشم‌انداز
بیانیه چشم‌انداز (به انگلیسی: vision statement) سندی است که یک سازمان برای بیان اهداف خود تعریف می‌کند و بنابر پیش‌بینی آیندهٔ بازار، تلاش در هدایت فرایند تصمیم‌گیری دارد. این سند چگونگی سازمان در آینده را تعریف می‌کند. چشم‌انداز یک افق دراز مدت است که گاهی جهانی را که سازمان در آینده در آن فعالیت می‌کند توصیف می‌کند. برای مثال، نیکوکاری که به فقیری کمک می‌کند ممکن است بیانیه چشم‌اندازی داشته باشد که می‌گوید: «یک جهان بدون فقر». یک بیانیه چشم‌انداز آیندهٔ سازمان را به صورت خلاصه بیان می‌کند. این بیانیه بر روی آینده متمرکز می‌شود.